# Shepton Mallet
Shepton Mallet – miasto w Wielkiej Brytanii, w Anglii, w hrabstwie Somerset, we wschodniej jego części u podnóża wzgórz Mendip. Jest siedzibą władz dystryktu Mendip. W pobliżu kilka jaskiń.
W Wielkiej Brytanii miasto stało się znane po tym, gdy w roku 2006 grupa 30 mieszkańców zaprotestowała przeciwko wybudowaniu supermarketu sieci handlowego Tesco na obrzeżach miasta, co zniszczyłoby dziewiętnastowieczne drzewa.

## Miasta partnerskie
- Misburg
- Oissel-sur-Seine
- Bollnas